# Taky Marie-Divine Kouamé
Taky Marie-Divine Kouamé (ur. 30 lipca 2002 w Créteil) – francuska kolarka torowa, złota medalistka mistrzostw świata.

## Kariera
Pierwsze sukcesy w karierze osiągnęła w 2019 roku, kiedy zdobyła złoty medal w wyścigu na 500 m na mistrzostwach świata juniorów we Frankfurcie nad Odrą oraz brązowe w keirinie, sprincie i wyścigu na 500 m na mistrzostwach Europy juniorów w Gandawie. Na rozgrywanych rok później mistrzostwach Europy juniorów w Fiorenzuoli. Podczas mistrzostw świata w Yvelines w 2022 roku wywalczyła złoty medal w wyścigu na 500 m. W zawodach tych wyprzedziła Niemkę Emmę Hinze i Guo Yufang z Chińskiej Republiki Ludowej. W tym samym roku zdobyła trzy medale na mistrzostwach Europy U-23: złoty na 500 m, srebrny w keirinie i brązowy w sprincie. Na mistrzostwach Europy w Grenchen w 2023 roku zajęła drugie miejsce w wyścigu na 500 m.